# Møgeltønder

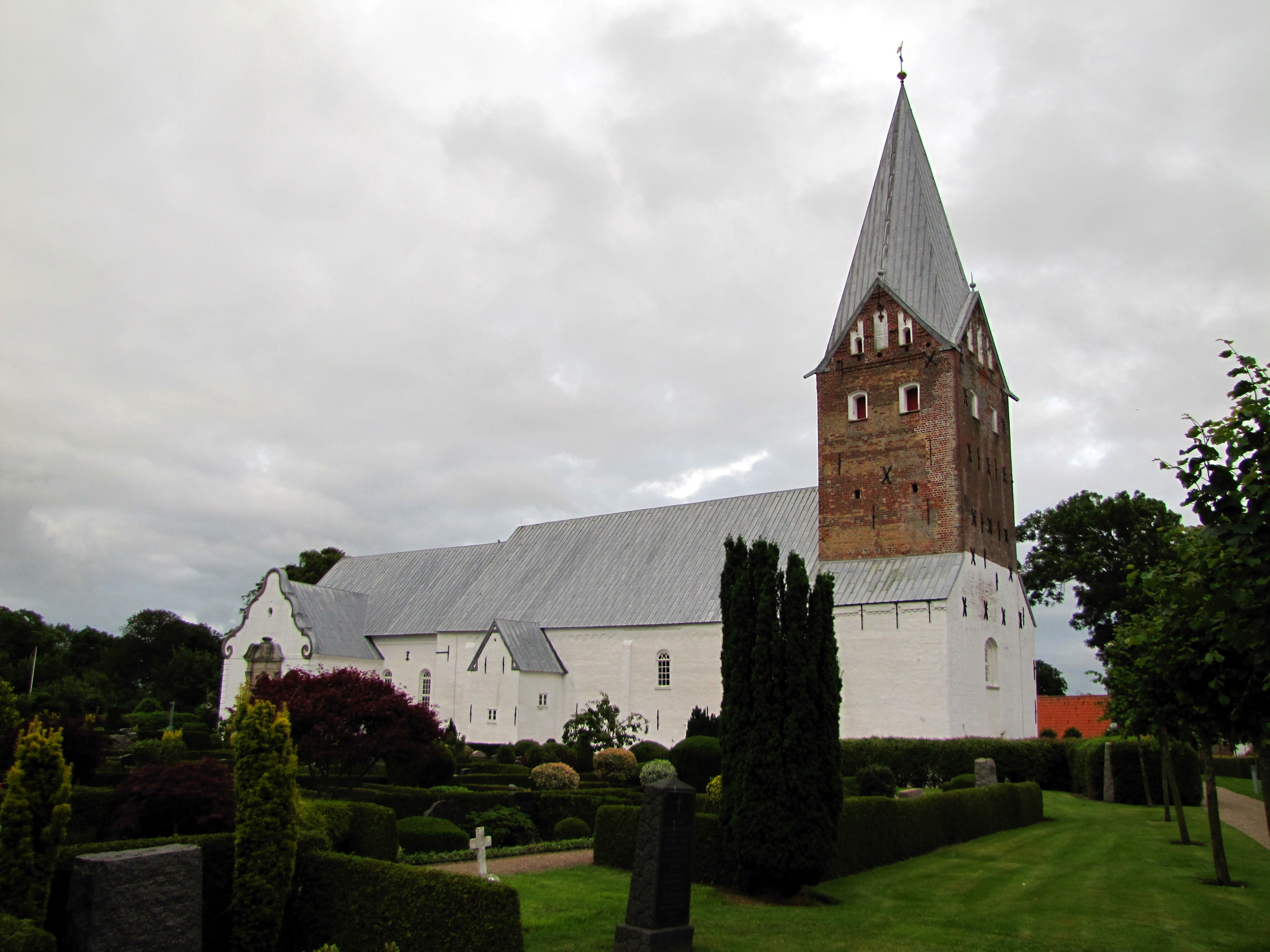
Møgeltønder Kirke.

Møgeltønder (tyska: Mögeltondern) är en tätort i Tønders kommun i Region Syddanmark i Danmark. Tätorten har 754 invånare (2024). Den ligger på Jylland, cirka 4 kilometer väster om Tønder.
Møgeltønder är känt för Schackenborg Slot. Orten har vuxit upp runt detta slott som fram till 2014 ägdes, beboddes och drevs av prins Joachim av Danmark. Møgeltønder är också känt för de guldhorn, Gallehushornen, från järnåldern som hittades på platsen.
Namnet kommer av møgel som kommer av ett äldre ord mykil som betyder 'stor' och syftar på att orten tidigare var större än grannstaden Tønder.